# 醍醐寺
醍醐寺（日语：醍醐寺）為一位于日本京都府京都市伏見區醍醐東大路町的真言宗醍醐派總本山寺院。山号醍醐山。本尊藥師如来，開基（創立者）理源大師聖寶。以古都京都的文化財的一部分而列入世界遺產名錄當中。豐臣秀吉舉行「醍醐花宴」之地而廣為人知。寺內現有六處日本國寶建築。

## 伽藍
上醍醐和下醍醐之間隔險峻的山道，徒步需要1個小時。

### 下醍醐
以安置本尊藥師如来的「金堂」、「三寶院」等為中心，是和上醍醐對照的絢爛大伽藍。
- 金堂（國寶）
- 五重塔（國寶）
- 西大門
- 清瀧宮本殿（重要文化財）
- 辯天堂
- 觀音堂
- 女人堂
- 三寶院

### 上醍醐
西國三十三所第11番札所。上口曾經是女人結界，上醍醐是有名的「醍醐水」湧出之地。
- 藥師堂（國寶）
- 清瀧宮拜殿（國寶）
- 醍醐水
- 准胝堂
- 五大堂
- 如意輪堂（上醍醐）
- 開山堂（上醍醐）

- 三寶院唐門
- 仁王門（西大門）
- 五重塔
- 開山堂
- 清瀧宮拜殿
- 藥師堂
- 五大堂
- 如意輪堂
- 醍醐水
- 客殿・寺務所
- 女人堂
- 白川皇后陵

## 關連項目
- 真如苑
- 解脫會

## 外部連結
- 醍醐寺官方網站 （页面存档备份，存于）